# Giovanni Battista Quarantotti

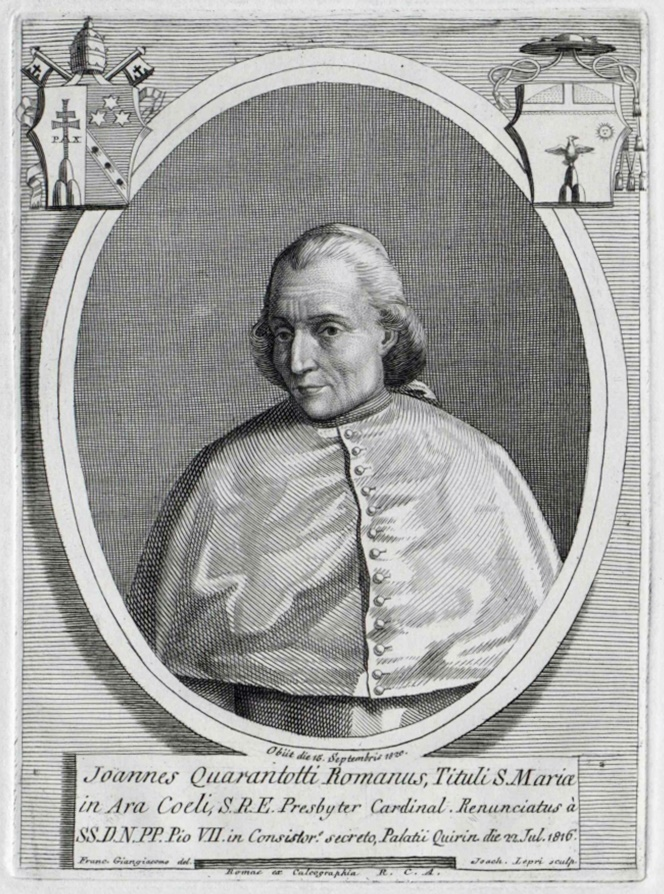
Giovanni Battista Kardinal Quarantotti (ca. 1820)

Giovanni Battista Quarantotti (* 27. September 1733 in Rom; † 15. September 1820 ebenda) war ein italienischer Kardinal der Römischen Kirche.

## Leben und Wirken
Er entstammte einer adligen Familie, studierte am Collegio Romano und trat 1756 in den Regierungsdienst des Kirchenstaates ein. Später wurde er Mitglied des Malteserordens. 1764 wurde Quarantotti Kommendatarabt des Klosters S. Eutizio in Norcia. 1770 wurde er Mitarbeiter der Apostolischen Signatur (Päpstlicher Gerichtshof), später Sekretär und Pro-Präfekt der Kongregation Propaganda Fide sowie Präfekt der Annona.
Papst Pius VII. erhob ihn im März 1816 in pectore zum Kardinal, was am 23. Juli desselben Jahres publiziert wurde und wobei er zum Kardinalpriester der Titelkirche Santa Maria in Aracoeli ernannt wurde. Von Mai 1820 bis zu seinem Tode war er Präfekt der Apostolischen Signatur und der Presseabteilung in der Propaganda Fide.
Kardinal Quarantotti starb 1820 und wurde beigesetzt in der Kapelle des Santo Bambino seiner Titelkirche Santa Maria in Aracoeli.